# Хронология истории Фиджи
На этой странице представлена хронологическая таблица по истории Фиджи. Более подробная информация находится в статье История Фиджи.
Эта хронологическая таблица не закончена; некоторые важные события могут быть не упомянуты. Если Вы знаете о подобных событиях, пожалуйста, поместите о них информацию.

## Древность
| Год               | Дата | События                                                |
| ----------------- | ---- | ------------------------------------------------------ |
| Ок. 1300 до н. э. |      | Появление на островах Фиджи носителей культуры лапита. |

## XVII век
| Год  | Дата      | События                                                  |
| ---- | --------- | -------------------------------------------------------- |
| 1643 | 6 февраля | Открытие островов голландским капитаном Абелем Тасманом. |

## XIX век
| Год  | Дата       | События |
| ---- | ---------- | --- |
| 1871 | 5 июня     | Образовано Королевство Фиджи. Первым королём становится в 1871 году Такомбау, верховный вождь, который смог объединить страну, ввести администрацию и парламент на западный манер. Такомбау был христианином с 1854 года и тогда же отказался от практики каннибализма. |
| 1874 | 10 октября | Королевство Фиджи становится колонией Великобритании. Такомбау отрекается на торжественной церемонии в пользу королевы Виктории, оставаясь до своей кончины спустя много лет верховным вождём Фиджи.                                                                    |
| 1877 |            | Фиджи входит с состав Британских Западно-Тихоокеанских Территорий (до 1952 года). |

## XX век
| Год  | Дата       | События                                                                                                  |
| ---- | ---------- | --- |
| 1970 | 10 октября | Провозглашено независимое государство Фиджи в составе Содружества.                                       |
| 1987 | 7 октября  | Произошёл военный переворот, принята декларация о выходе из Содружества, провозглашена Республика Фиджи. |
| 1987 | 15 октября | Великобритания рассмотрела декларацию, Фиджи исключили из Содружества.                                   |
| 1990 | 25 июля    | Провозглашена Суверенная Демократическая Республика Фиджи, принята новая Конституция.                    |
| 1997 |            | Фиджи снова становится членом Содружества.                                                               |
| 1998 | 27 июля    | Провозглашена Республика Островов Фиджи.                                                                 |

## XXI век
| Год  | Дата      | События                    |
| ---- | --------- | -------------------------- |
| 2006 | 3 декабря | Государственный переворот. |